# 肉紙

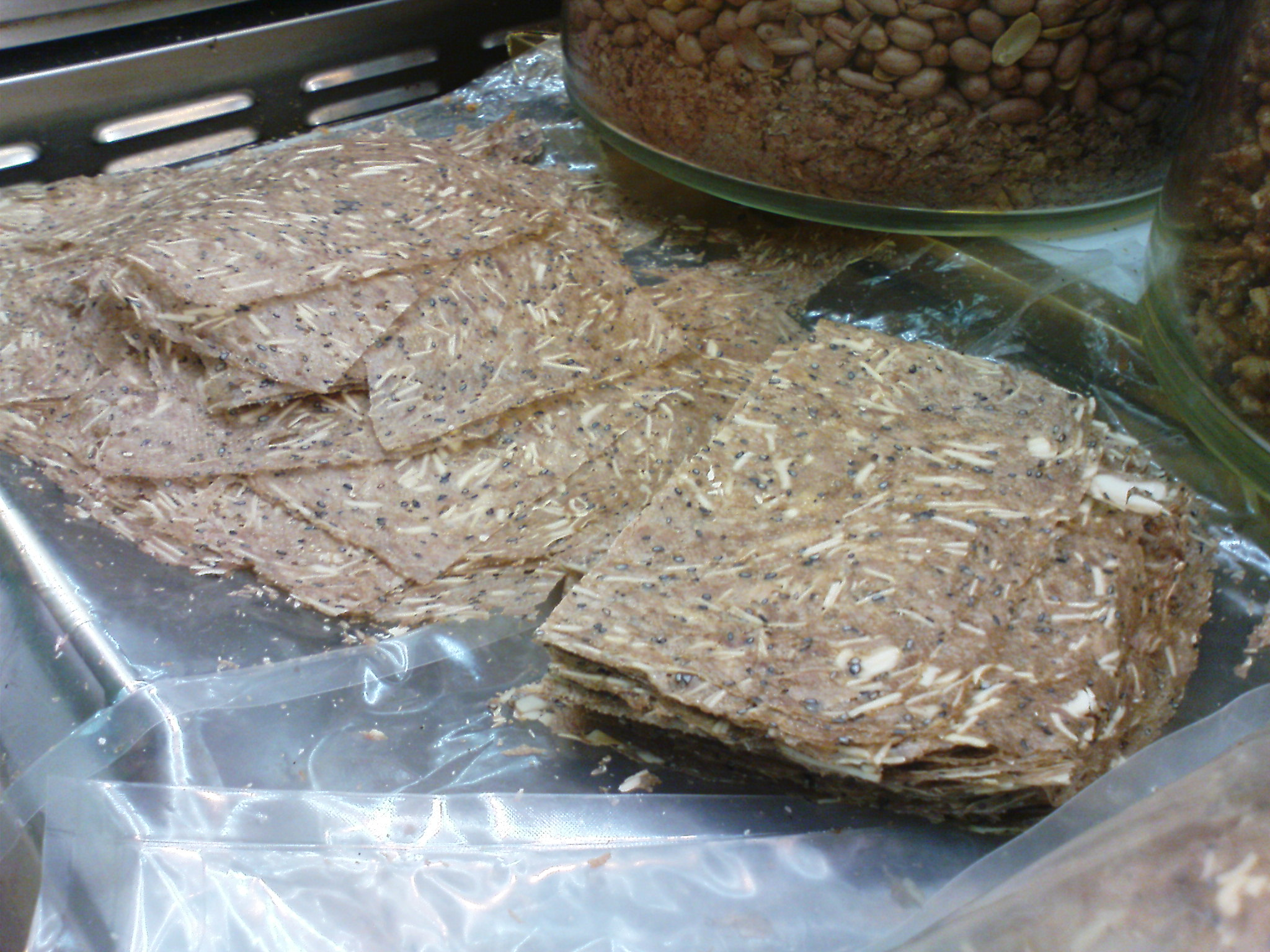
還沒烤的肉紙

肉紙是一種薄脆如紙的肉乾，由迪化街肉製品店江記華隆創始人江顯皎研發。

## 歷史
江顯皎從麵包店賣的杏仁瓦片餅乾獲得靈感，於2003年開發出「超薄杏仁豬肉紙」。後續他也開發出不含豬肉的鯛魚肉紙。

## 做法
杏仁豬肉紙的作法是取豬後腿肉剁碎、調味，與杏仁混合，冰凍後切片，再放上烤爐烘烤，之後必須手工包裝以免破碎。

## 健康影響
肉紙不太有飽足感，但熱量較高，容易讓人不小心吃過量。此外，肉紙為了保存而含有亚硝酸盐等添加物，因此不宜吃太多。